# Tripp Bay
Die Tripp Bay ist eine Bucht an der Scott-Küste des ostantarktischen Viktorialands. Sie entstand durch zurückweichendes Eis zwischen dem Oates-Piedmont-Gletscher und dem Evans-Piedmont-Gletscher. 
Teilnehmer der Nimrod-Expedition (1907–1909) unter der Leitung des britischen Polarforschers Ernest Shackleton entdeckten sie. Benannt ist die Bucht nach dem Neuseeländer Leonard Owen Howard Tripp (1862–1957), der der Expedition hilfreich zur Seite stand.